# IC 2875
IC 2875 је појединачна звијезда у сазвјежђу Лав која се налази на листи објеката дубоког неба у Индекс каталогу.
Деклинација објекта је + 12° 59' 27" а ректасцензија 11h 29m 34,9s.